# Junior (Livorno)
Junior is een historisch merk van motorfietsen van Edoardo Mascagni, geboren in Livorno (1924-1935).
Edoardo Mascagni was de zoon van de componist Pietro Mascagni. Hij bouwde eigen frames waarin JAP- zij- en kopklepmotoren van 173- tot 499 cc, Blackburne-kopkleppers van 248- en 348 cc maar ook eigen kamzuiger tweetakten van 174- en 346 cc werden gemonteerd. Toen Mascagni in 1935 bij de strijd om Abessinië sneuvelde hield ook het merk Junior op te bestaan.